# Bémécourt
Ne doit pas être confondu avec Bennecourt.
Bémécourt est une commune française située dans le département de l'Eure, en région Normandie.

## Géographie

### Localisation
- 1Carte dynamique
- 2Carte OpenStreetMap
- 3Carte topographique
- 4Carte avec les communes environnantes

| Les Baux-de-Breteuil          |                                                        | Breteuil (comm. dél. de Breteuil)     |
| Les Baux-de-Breteuil          | Bémécourt                                              | Breteuil (comm. dél. de Breteuil)     |
| Chéronvilliers (par un angle) | Verneuil d'Avre et d'Iton (comm. dél. de Francheville) | Breteuil (comm. dél. de La Guéroulde) |

### Hydrographie
La commune est située dans le bassin Seine-Normandie. Elle est drainée par le Rouloir, le canal 01 de la commune de Bemecourt, le canal 02 de la commune de Bemecourt et le fossé 02 de Sauve-Qui-Peut,,.
Le Rouloir, d'une longueur de 49 km, prend sa source dans la commune de Saint-Ouen-sur-Iton et se jette  dans un bras de l'Iton à Glisolles, après avoir traversé 15 communes.

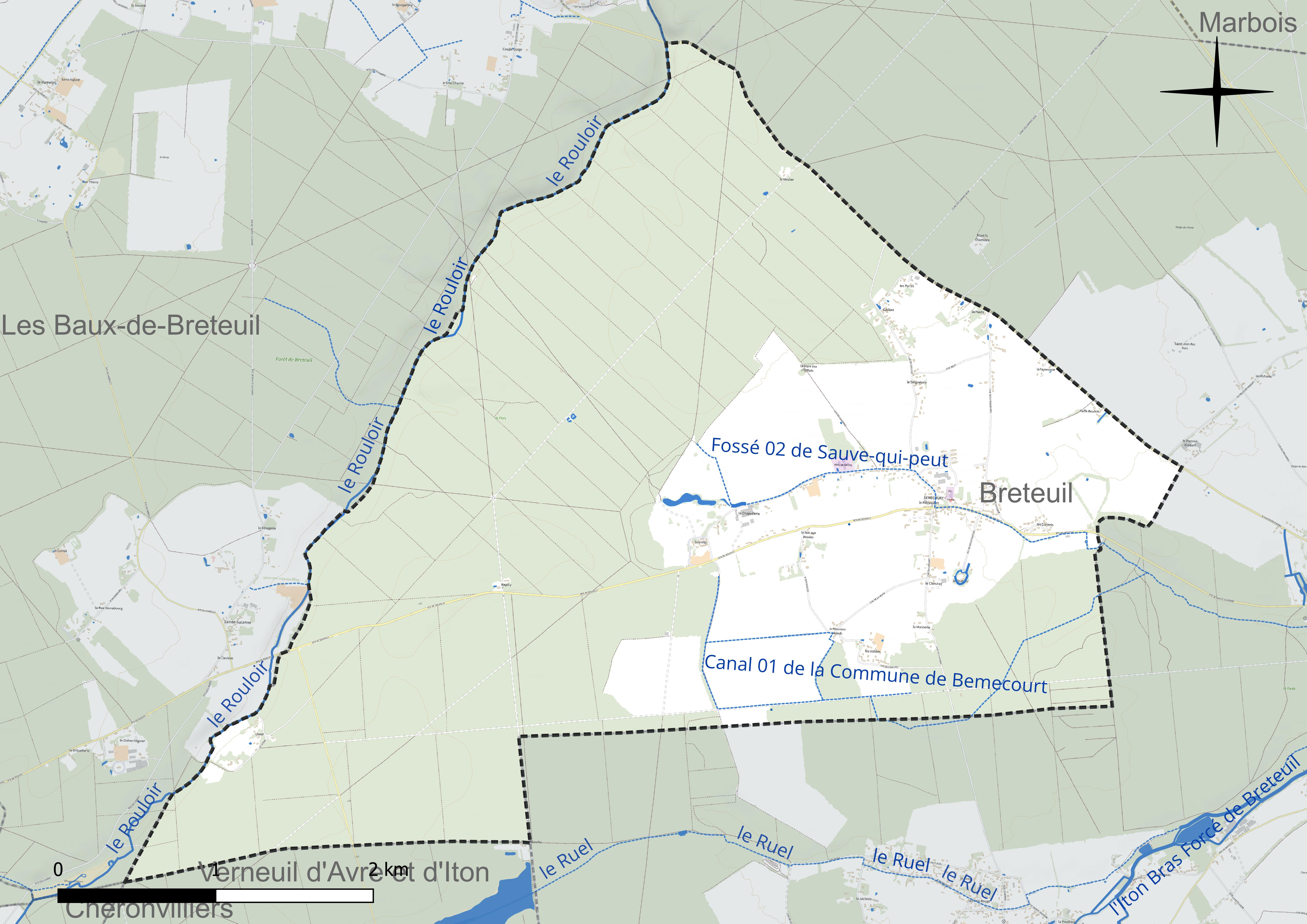
Réseau hydrographique de Bémécourt.

### Climat
Pour des articles plus généraux, voir Climat de la Normandie et Climat de l'Eure.
En 2010, le climat de la commune est de type climat océanique dégradé des plaines du Centre et du Nord, selon une étude du CNRS s'appuyant sur une série de données couvrant la période 1971-2000. En 2020, Météo-France publie une typologie des climats de la France métropolitaine dans laquelle la commune est exposée à un climat océanique et est dans la région climatique  Sud-ouest du bassin Parisien, caractérisée par une faible pluviométrie, notamment au printemps (120 à 150 mm) et un hiver froid (3,5 °C). Parallèlement le GIEC normand, un groupe régional d’experts sur le climat, différencie quant à lui, dans une étude de 2020, trois grands types de climats pour la région Normandie, nuancés à une échelle plus fine par les facteurs géographiques locaux. La commune est, selon ce zonage, exposée à un « climat des plateaux abrités », correspondant aux plaines agricoles de l’Eure, avec une pluviométrie beaucoup plus faible que dans la plaine de Caen en raison du double effet d’abri provoqué par les collines du Bocage normand et par celles qui s’étendent sur un axe du Pays d'Auge au Perche.
Pour la période 1971-2000, la température annuelle moyenne est de 10,1 °C, avec  une amplitude thermique annuelle de 14,3 °C. Le cumul annuel moyen de précipitations est de 697 mm, avec 11,5 jours de précipitations en janvier et 8,1 jours en juillet. Pour la période 1991-2020, la température moyenne annuelle observée sur la station météorologique la plus proche, située sur la commune de Breteuil à 3 km à vol d'oiseau, est de 11,1 °C et le cumul annuel moyen de précipitations est de 698,2 mm,. Pour l'avenir, les paramètres climatiques de la commune estimés pour 2050 selon différents scénarios d’émission de gaz à effet de serre sont consultables sur un site dédié publié par Météo-France en novembre 2022.

## Urbanisme

### Typologie
Au 1er janvier 2024, Bémécourt est catégorisée commune rurale à habitat dispersé, selon la nouvelle grille communale de densité à 7 niveaux définie par l'Insee en 2022.
Elle est située hors unité urbaine. Par ailleurs la commune fait partie de l'aire d'attraction de Verneuil d'Avre et d'Iton, dont elle est une commune de la couronne,. Cette aire, qui regroupe 24 communes, est catégorisée dans les aires de moins de 50 000 habitants,.

### Occupation des sols
L'occupation des sols de la commune, telle qu'elle ressort de la base de données européenne d’occupation biophysique des sols Corine Land Cover (CLC), est marquée par l'importance des forêts et milieux semi-naturels (68 % en 2018), une proportion identique à celle de 1990 (68 %). La répartition détaillée en 2018 est la suivante : 
forêts (66,2 %), terres arables (24,9 %), zones urbanisées (3,8 %), zones agricoles hétérogènes (2,6 %), milieux à végétation arbustive et/ou herbacée (1,8 %), prairies (0,6 %). L'évolution de l’occupation des sols de la commune et de ses infrastructures peut être observée sur les différentes représentations cartographiques du territoire : la carte de Cassini (XVIIIe siècle), la carte d'état-major (1820-1866) et les cartes ou photos aériennes de l'IGN pour la période actuelle (1950 à aujourd'hui).

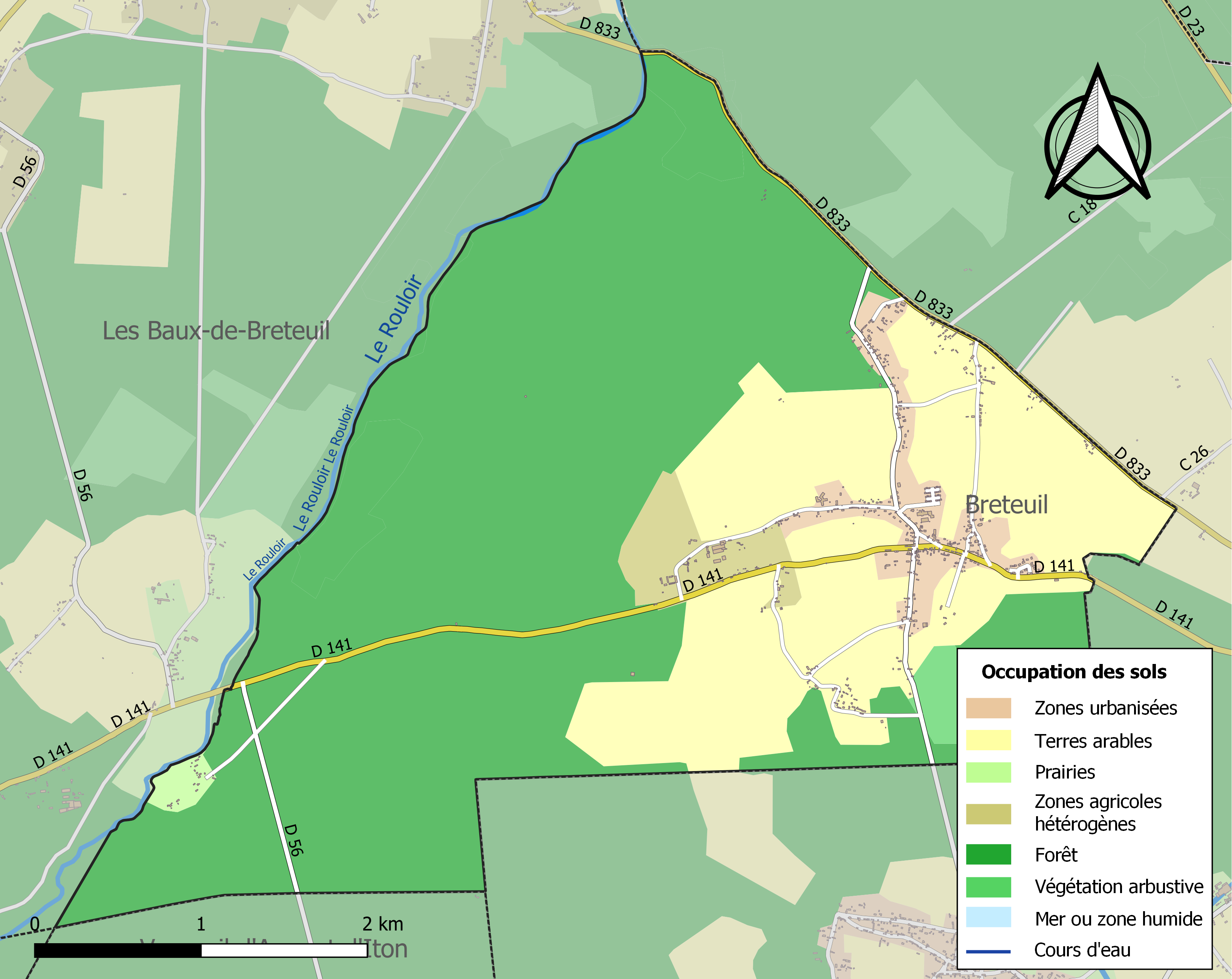
Carte des infrastructures et de l'occupation des sols de la commune en 2018 (CLC).

## Toponymie
Le nom de la localité est attesté sous la forme Bermercort vers 1050, Becmicort vers 1052 (acte de fondation du prieuré de Sigy), Bemercort vers 1188 (cartulaire de la léproserie de Breteuil), Bermecuria et Bemercuria vers 1200 (charte de Robert III, comte de Leicester), Bemecort en 1296 (cartulaire de Lyre), Bemescourt fin du XIVe siècle, Bermicourt en 1700.

## Histoire
- La commune est née d'un défrichement de la forêt de Breteuil, propriété du banquier Lafitte, de Louis-Philippe Ier et de l'exploitant du champagne Louis Roederer (1809-1870).
- Activité de ferronnerie.

## Politique et administration
| Période                                  | Période  | Identité                   | Étiquette | Qualité          |
| ---------------------------------------- | -------- | -------------------------- | --------- | ---------------- |
| Les données manquantes sont à compléter. |          |                            |           |                  |
| 1864                                     | 1870     | Charles Victor Mirel       |           | Cultivateur      |
| 1870                                     | 1871     | Jacques Simon Palfroy      |           | Marchand de bois |
| 1871                                     | 1876     | Pierre Joseph Cheron       |           | Cultivateur      |
| 1876                                     | 1892     | Jacques Olry               |           |                  |
| 1892                                     | 1896     | Eugène Dugombert           |           |                  |
| 1896                                     | 1901     | Jacques Olry               |           |                  |
| 1901                                     | 1903     | Louis Victor Olry-Roederer |           |                  |
| 1903                                     | 1908     | Eugène Dugombert           |           |                  |
| 1909                                     | 1912     | Eugène Aimé Chasle         |           | Cultivateur      |
| 1912                                     | 1925     | Henri Masson               |           | Cultivateur      |
| 1925                                     | 1930     | Eugène Forfait             |           | Cultivateur      |
| 1931                                     | 1938     | Alphonse Thibouville       |           | Menuisier        |
| 1939                                     | 1946     | Claudius Brard             |           |                  |
| 1946                                     | 1953     | René Godard                |           | Agriculteur      |
| 1953                                     | 1962     | Georges Forfait            |           |                  |
| 1962                                     | 1974     | Gaston Sétif               |           | Agriculteur      |
| 1974                                     |          | Pierre Vittori             |           |                  |
| Les données manquantes sont à compléter. |          |                            |           |                  |
| 2004                                     | En cours | Raymond Cornet             | SE        | Retraité         |

## Démographie
L'évolution du nombre d'habitants est connue à travers les recensements de la population effectués dans la commune depuis 1793. Pour les communes de moins de 10 000 habitants, une enquête de recensement portant sur toute la population est réalisée tous les cinq ans, les populations de référence des années intermédiaires étant quant à elles estimées par interpolation ou extrapolation. Pour la commune, le premier recensement exhaustif entrant dans le cadre du nouveau dispositif a été réalisé en 2007.

En 2022, la commune comptait 557 habitants, en évolution de +0,18 % par rapport à 2016 (Eure : −0,25 %, France hors Mayotte : +2,11 %).
| 1793 | 1800 | 1806 | 1821 | 1831 | 1836 | 1841 | 1846 | 1851 |
| ---- | ---- | ---- | ---- | ---- | ---- | ---- | ---- | ---- |
| 895  | 909  | 857  | 831  | 838  | 824  | 803  | 801  | 721  |

| 1856 | 1861 | 1866 | 1872 | 1876 | 1881 | 1886 | 1891 | 1896 |
| ---- | ---- | ---- | ---- | ---- | ---- | ---- | ---- | ---- |
| 685  | 627  | 619  | 604  | 607  | 593  | 554  | 522  | 563  |

| 1901 | 1906 | 1911 | 1921 | 1926 | 1931 | 1936 | 1946 | 1954 |
| ---- | ---- | ---- | ---- | ---- | ---- | ---- | ---- | ---- |
| 535  | 489  | 528  | 367  | 402  | 376  | 359  | 417  | 379  |

| 1962 | 1968 | 1975 | 1982 | 1990 | 1999 | 2006 | 2007 | 2012 |
| ---- | ---- | ---- | ---- | ---- | ---- | ---- | ---- | ---- |
| 321  | 292  | 394  | 328  | 414  | 456  | 463  | 464  | 490  |

| 2017 | 2022 | - | - | - | - | - | - | - |
| ---- | ---- | - | - | - | - | - | - | - |
| 576  | 557  | - | - | - | - | - | - | - |

## Culture locale et patrimoine

### Lieux et monuments
- Église Saint-Paul-Saint-Pierre du XIIe siècle dont le mobilier est inventorié[26] : les fonts baptismaux sont protégés à titre d'objet monument historique[27]. Son clocher est à pans de bois.
- Vieux château dans le bourg.
- Château au hameau Souvilly, détruit en 1918 au cours d'un incendie.
- La forêt de Breteuil, qui jouxte Souvilly.

### Personnalités liées à la commune
- Onésime Cresté.